# 永山加奈
永山加奈（NAGAYAMA Kana，1989年7月30日—），鹿兒島縣出生，日本女子曲棍球運動員，亦為日本國家女子曲棍球隊成員。畢業於樋脇中学校、樋脇高校及山梨学院大学。

## 簡歷
2010年11月，永山加奈代表日本出戰廣州亞運會，參加曲棍球比賽，奪得銅牌。